# Сирда (присілок)
Сирда́ (рос. Сырда) — присілок у складі Верхошижемського району Кіровської області, Росія. Входить до складу Сирдинського сільського поселення.
Населення становить 459 осіб (2010, 471 у 2002).
Національний склад станом на 2002 рік — росіяни 89 %.